# Pseudodracontium macrophyllum
Pseudodracontium macrophyllum är en kallaväxtart som beskrevs av François Gagnepain och Serebryanyi. Pseudodracontium macrophyllum ingår i släktet Pseudodracontium och familjen kallaväxter. Inga underarter finns listade.